# Coupe d'Arménie de football 2022-2023
Navigation
Coupe d'Arménie 2021-2022 Coupe d'Arménie 2023-2024
La Coupe d'Arménie 2022-2023 est la 32e édition de la Coupe d'Arménie depuis l'indépendance du pays. Elle prend place entre le 4 octobre 2022 et le 13 mai 2023.
Un total de 14 équipes participe à la compétition, cela inclut les dix clubs de la première division 2022-2023 auxquels s'ajoutent quatre équipes du deuxième échelon. Le vainqueur se qualifie pour le premier tour de qualification de la Ligue Europa Conférence 2023-2024.
Cette édition est remportée par le FC Urartu, qui s'impose face au Shirak FC en finale pour s'adjuger son quatrième titre dans la compétition.

## Premier tour
Les rencontres de ce tour sont jouées entre le 4 et le 6 octobre 2022.
| Date           | Locaux                | Score | Visiteurs              |
| -------------- | --------------------- | ----- | ---------------------- |
| 4 octobre 2022 | Ararat Erevan (D1)    | 0 - 4 | (D1) FC Ararat-Armenia |
| 5 octobre 2022 | SC Mika (D2)          | 1 - 2 | (D2) Gandzasar Kapan   |
| 5 octobre 2022 | West Armenia (D2)     | 1 - 4 | (D1) FC Alashkert      |
| 5 octobre 2022 | FC Syunik (D2)        | 1 - 5 | (D1) Shirak FC         |
| 6 octobre 2022 | Lernayin Artsakh (D1) | 1 - 3 | (D1) FC Van            |
| 6 octobre 2022 | BKMA Erevan (en) (D1) | 0 - 1 | (D1) FC Noah           |

## Quarts de finale
| Date             | Locaux                 | Score              | Visiteurs         |
| ---------------- | ---------------------- | ------------------ | ----------------- |
| 24 novembre 2022 | Shirak FC (D1)         | 2 - 0              | (D1) FC Van       |
| 25 novembre 2022 | Gandzasar Kapan (D2)   | 0 - 0 ap 5 - 4 tab | (D1) FC Alashkert |
| 26 novembre 2022 | FC Ararat-Armenia (D1) | 0 - 4              | (D1) FC Urartu    |
| 26 novembre 2022 | FC Pyunik (D1)         | 3 - 0              | (D1) FC Noah      |

## Demi-finales
| Date         | Locaux         | Score              | Visiteurs            |
| ------------ | -------------- | ------------------ | -------------------- |
| 5 avril 2023 | Shirak FC (D1) | 1 - 1 ap 5 - 3 tab | (D1) FC Pyunik       |
| 6 avril 2023 | FC Urartu (D1) | 4 - 0              | (D2) Gandzasar Kapan |

## Finale
| Finale                  | Shirak FC | 1 - 2   | FC Urartu | Stade Républicain Vazgen-Sargsian |  |
| 13 mai 2023 19h00 UTC+4 |           | (1 - 1) |           |                                   |  |